# 1962
- Wikisource

| Calendário gregoriano                                                        | 1962 MCMLXII                        |
| Ab urbe condita                                                              | 2715                                |
| Calendário arménio                                                           | 1411 – 1412                         |
| Calendário bahá'í                                                            | 118 – 119                           |
| Calendário budista                                                           | 2506                                |
| Calendário chinês                                                            | 4658 – 4659 Início a 5 de fevereiro |
| Calendário copta                                                             | 1678 – 1679                         |
| Calendário etíope                                                            | 1954 – 1955                         |
| Calendários hindus - Vikram Samvat - Calendário nacional indiano - Cáli Iuga | 2017 – 2018 1883 – 1884 5062 – 5063 |
| Calendário Holoceno                                                          | 11962                               |
| Calendário islâmico                                                          | 1382 – 1383                         |
| Calendário judaico                                                           | 5722 – 5723 Início a 29 de setembro |
| Calendário persa                                                             | 1340 – 1341 Início a 21 de março    |
| Calendário rúnico                                                            | 2212                                |
| Calendário solar tailandês                                                   | 2505                                |

- Wikisource

| Calendário gregoriano                                                        | 1962 MCMLXII                        |
| Ab urbe condita                                                              | 2715                                |
| Calendário arménio                                                           | 1411 – 1412                         |
| Calendário bahá'í                                                            | 118 – 119                           |
| Calendário budista                                                           | 2506                                |
| Calendário chinês                                                            | 4658 – 4659 Início a 5 de fevereiro |
| Calendário copta                                                             | 1678 – 1679                         |
| Calendário etíope                                                            | 1954 – 1955                         |
| Calendários hindus - Vikram Samvat - Calendário nacional indiano - Cáli Iuga | 2017 – 2018 1883 – 1884 5062 – 5063 |
| Calendário Holoceno                                                          | 11962                               |
| Calendário islâmico                                                          | 1382 – 1383                         |
| Calendário judaico                                                           | 5722 – 5723 Início a 29 de setembro |
| Calendário persa                                                             | 1340 – 1341 Início a 21 de março    |
| Calendário rúnico                                                            | 2212                                |
| Calendário solar tailandês                                                   | 2505                                |

1962 (MCMLXII, na numeração romana) foi um ano comum do século XX que começou numa segunda-feira, segundo o calendário gregoriano. A sua letra dominical foi G. A terça-feira de Carnaval ocorreu a 6 de março e o domingo de Páscoa a 22 de abril. Segundo o horóscopo chinês, foi o ano do Tigre, começando a 5 de fevereiro.

| Evento                                                   | Data            | Hora  |
| -------------------------------------------------------- | --------------- | ----- |
| Aquário                                                  | 20 de janeiro   | 12:58 |
| Peixes                                                   | 19 de fevereiro | 03:15 |
| primavera no hemisfério norte e outono no hemisfério sul |                 |       |
| Carneiro/equinócio                                       | 21 de março     | 02:30 |
| Touro                                                    | 20 de abril     | 13:51 |
| Gémeos                                                   | 21 de maio      | 13:17 |
| verão no hemisfério norte e inverno no hemisfério Sul    |                 |       |
| Caranguejo/solstício                                     | 21 de junho     | 21:25 |
| Leão                                                     | 23 de julho     | 08:18 |
| Virgem                                                   | 23 de agosto    | 15:13 |
| Outono no Hemisfério Norte e Primavera no Hemisfério Sul |                 |       |
| Balança/equinócio                                        | 23 de setembro  | 12:36 |
| Escorpião                                                | 23 de outubro   | 21:40 |
| Sagitário                                                | 22 de novembro  | 19:02 |
| inverno no hemisfério norte e verão no hemisfério sul    |                 |       |
| Capricórnio/solstício                                    | 22 de dezembro  | 08:16 |

| UTC: Portugal Continental, Madeira, Guiné-Bissau e São Tomé e Príncipe Subtrair (-): 1 h nos Açores e Cabo Verde 2 h nas Ilhas oceânicas brasileiras 3 h em Brasília, em Goiás, na Amazônia Oriental Brasileira e no nordeste, sudeste e sul brasileiros 4 h na Amazônia Ocidental Brasileira, Mato Grosso e Mato Grosso do Sul 5 h no Acre e sudoeste do Amazonas Adicionar (+): 1 h em Angola e Guiné Equatorial 2 h em Moçambique 8 h em Macau 9 h em Timor-Leste. |
| Adicionar uma hora durante a vigência do horário de verão: Portugal Continental : De 1 de abril a 7 de outubro de 1962 |

| Ano completo                         |
| ------------------------------------ |
| Ano comum com início à segunda-feira |

## Eventos históricos
- 3 de janeiro - O Papa João XXIII excomunga Fidel Castro.
- 9 de janeiro - Cuba e a União Soviética assinaram um pacto de comércio.
- 13 de janeiro - Albânia se alia com a República Popular da China.
- 3 de fevereiro - O presidente dos Estados Unidos, John F. Kennedy, aprovou "embargo total" contra Cuba.[1]
- 18 de fevereiro - Fundação do Partido Comunista do Brasil.
- 19 de fevereiro - Osasco é emancipado da cidade de São Paulo e elevado a categoria de município.[2]
- 18 de março - Acordos de Évian entre a França e o GPRA
- 29 de março - A 4.ª cerimônia anual do Grammy Awards é realizada em Chicago, Los Angeles e Nova Iorque.[3][4]
  - Henry Mancini ganhou 5 prêmios, entre estes os de Canção do Ano e Gravação do Ano com Moon River.
  - Judy at Carnegie Hall de Judy Garland ganha o Prêmio de Album do Ano.
- 10 de abril - Na cidade de  Los Angeles, realiza-se o primeiro jogo de beisebol da MLB no Dodger Stadium.
- 17 de junho - O Brasil vence a Copa do Mundo FIFA de Futebol.[5]
- 1 de julho - Independência da Ruanda e do Burundi.
- 5 de julho - Independência da Argélia.
- 6 de agosto - Independência da Jamaica.
- 31 de agosto - Independência de Trindade e Tobago.
- 19 de setembro – O Santos Futebol Clube vence a primeira partida da Copa Intercontinental após vencer em 3–2 Sport Lisboa e Benfica.
- 9 de outubro - Uganda torna-se independente do Reino Unido.
- 11 de outubro - Início do Concílio Vaticano II, convocado pelo Papa João XXIII que fez o famoso "Discurso da Lua".
- 16 de outubro à 28 de Outubro - Crise dos mísseis de Cuba

## Nascimentos
- 17 de janeiro - Jim Carrey, ator e humorista canadense.
- 30 de janeiro - Abedalá II da Jordânia, rei da Jordânia.
- 2 de fevereiro - Pedro Tinoco de Faria, militar e empresário português.
- 6 de fevereiro - Axl Rose, vocalista e compositor da banda de Hard Rock Guns N' Roses
- 10 de fevereiro - Cifford Lee Burton, baixista e compositor da banda de heavy metal Metallica.
- 2 de março - Jon Bon Jovi, vocalista e compositor da banda de Hard Rock Bon Jovi
- 3 de abril - Bill Sage, ator americano.
- 19 de abril
  - Asa Branca, loucutor profissional de rodeios, cantor brasileiro (m. 2020)
  - Eduardo Galvão, ator brasileiro (m. 2020)
- 16 de junho - Anthony Wong Yiu-ming, cantor, compositor, ator, produtor musical e ativista político honconguês.
- 3 de julho - Tom Cruise, ator norte-americano.
- 29 de julho - Isabel Cristina Mrad Campos, estudante brasileira declarada beata (m. 1982)
- 5 de agosto - João Barone,baterista do grupo Os Paralamas do Sucesso
- 17 de agosto - Zezé di Camargo, cantor e compositor.
- 18 de agosto - Felipe Calderón, presidente do México de 2006 a 2012.
- 23 de Setembro - Paulo Ricardo, ex vocalista da banda RPM
- 3 de Outubro - Tommy Lee, baterista da banda Motley Crue
- 16 de Outubro - Flea, baixista da banda Red Hot Chili Peppers
- 1 de novembro - Anthony Kiedis, vocalista da banda Red Hot Chili Peppers.
- 6 de novembro - Stefano Olivato, músico e multi-instrumentista italiano.
- 11 de novembro - Demi Moore, atriz produtora e modelo
- 18 de novembro - Kirk Hammett, guitarrista solo da banda Metallica
- 7 de dezembro - Solange Lackington, atriz chilena.
- 22 de dezembro - Glen Goei, produtor e diretor singapurense.

## Mortes
- 1 de janeiro - Diego Martínez Barrio, presidente interino da Segunda República de Espanha em 1936 (n. 1883).
- 11 de maio - Hans Luther, foi um político alemão e presidente da Alemanha em 1925 (n. 1885).[6]
- 12 de maio - Pedro Pablo Ramírez, presidente da Argentina de 1943 a 1944 (n. 1884).
- 15 de maio - Michael Dillon, médico e autor britânico (n. 1915).
- 3 de junho - Edgard Santos, o Reitor Magnífico, fundador e primeiro reitor (1946 a 1961) da Universidade da Bahia, ministro da educação nos governos de Getúlio Vargas (1954 a 1954) e Café Filho (1954 a 1954). (n. 1894)
- 1 de junho - Adolf Eichmann, político da Alemanha Nazi e tenente-coronel da SS (n. 1906).
- 1 de julho - Alan L. Hart, médico, radiologista, pesquisador de tuberculose, escritor e romancista americano (n. 1890).
- 7 de julho — Israel Shochat, sionista russo (n. 1886).
- 5 de agosto - Marilyn Monroe, atriz estadunidense (n. 1926).
- 9 de agosto - Hermann Hesse, Nobel de Literatura (n. 1877).
- 24 de setembro - Sam McDaniel, ator americano (n. 1886).
- 26 de outubro - Louise Beavers, atriz estadunidense (n. 1900).
- 12 de novembro - Roque González Garza, presidente interino do México em 1915 (n. 1885).
- 12 de dezembro - Patrícia Rehder Galvão, escritora e jornalista brasileira (n. 1910).
- 22 de novembro - René Coty, presidente da França de 1954 a 1959 (n. 1882)

## Prêmio Nobel
- Física - Lev Landau[7]
- Química - John Kendrew,[8] Max Perutz[8]
- Medicina - Francis Crick,[9] James Watson,[9] Maurice Wilkins[9]
- Literatura - John Steinbeck[10]
- Paz - Linus Pauling[11]

## Epacta e idade da Lua
| Epacta gregoriana | 27 (XXVII) |
| Idade da Lua      | Letra H    |

## Por tema
- 1962 na arte
- 1962 no Brasil
- 1962 na ciência
- 1962 no cinema
- Desastres em 1962
- 1962 no desporto
- Divisões administrativas em 1962
- 1962 no jornalismo
- 1962 na literatura
- 1962 na música
- 1962 na política
- 1962 no teatro
- 1962 na televisão